# آرمیتاژ تریل
آرمیتاژ تریل (به انگلیسی: Armitage Trail) (زادهٔ ۸ ژوئیهٔ ۱۹۰۲ - درگذشتهٔ ۱۰ اکتبر ۱۹۳۰) نویسندهٔ اهل ایالات متحدهٔ آمریکا بود که بیشتر برای آفرینش رُمان صورت‌زخمی (۱۹۲۹) شناخته شده‌است.
این رمان بر اساس زندگی آل کاپون نگاشته شده و فیلم صورت‌زخمی (۱۹۳۲) به کارگردانی هاوارد هاکس و تهیه‌کنندگی هوارد هیوز بر مبنای آن ساخته شده‌است. در سال ۱۹۸۳ اقتباسی مدرن از فیلم ۱۹۳۲ با همان نام ساخته شد. تنها اثر مهم دیگر تریل رمان پلیسی مهمان سیزدهم است گرچه گمان می‌رود کونز برای نویسندگی از نام‌های مستعار مختلفی استفاده کرده باشد.
تریل آنقدر عمر نکرد تا فیلم صورت‌زخمی را ببیند، زیرا در اکتبر ۱۹۳۰ بر اثر نارسایی قلبی در تئاتر پارامونت درگذشت. جسد او در دالان ساختمان C دخمهٔ ۲۳۷ گورستان هالیوود فوراِوِر دفن شده‌است.